# Mimudea haematalis
Mimudea haematalis is een vlinder van de familie van de grasmotten (Crambidae), uit de onderfamilie van de Spilomelinae. De wetenschappelijke naam van deze soort is voor het eerst voorgesteld als Pionea haematalis door George Francis Hampson in een publicatie uit 1913.
De soort komt voor in Papoea-Nieuw-Guinea.